# Вайлант, Жак
Жак Вайлант (нидерл. Jacques Vaillant), чья фамилия ошибочно переводится на французский манер Вайан или Вальян (1625 год, Амстердам — Берлин) — фламандский художник золотого века нидерландской живописи; младший брат Валлеранта Вайланта.

## Биография и творчество
Ученик старшего брата Валлеранта. Путешествовал по Италии, затем был призван ко двору курфюрста Бранденбургского; написал несколько исторических картин и портретов. Умер в молодых летах.